# إقليم ترييستي المستقل
إقليم ترييستي المستقل هو إقليم مستقل يقع في وسط أوروبا بين شمال إيطاليا ويوغوسلافيا، ويواجه الجزء الشمالي من البحر الأدرياتيكي، تحت المسؤولية المباشرة لمجلس الأمن التابع للأمم المتحدة في أعقاب الحرب العالمية الثانية.
أنشئ الإقليم الحر في 10 فبراير 1947 بموجب بروتوكول معاهدة السلام مع إيطاليا من أجل استيعاب سكان مختلطين عرقيًا وثقافيًا في بلد مستقل محايد. كانت النية أيضا تهدئة المطالبات الإقليمية بين إيطاليا ويوغوسلافيا، بسبب أهميتها الاستراتيجية للتجارة مع أوروبا الوسطى. لقد نشأت في 15 سبتمبر 1947. تم تقسيم إدارتها إلى منطقتين: الأولى هي مدينة ترييستي الساحلية ذات الشريط الساحلي الضيق إلى الشمال الغربي (المنطقة أ)؛ أما الجزء الأكبر الآخر (المنطقة ب) فيشكله جزء صغير من الجزء الشمالي الغربي من شبه جزيرة إستريا.
تم منح الإقليم الحر فعليًا إلى جارتيها في عام 1954، وتم إضفاء طابع رسمي على ذلك لاحقًا بموجب معاهدة أوسيمو الثنائية لعام 1975، التي تم التصديق عليها في عام 1977.